# Guibà
Guibà o Guibà de Benjamí o Guibà de Saül fou una ciutat de Palestina propera a Jerusalem. Jesefus li dona el nom de Gabatsaülé. El nom hebreu vol dir "turó".
Hi va néixer Saül, primer rei d'Israel, que hi va establir la seva capital. Era a la via cap a Nablús, entre Jerusalem i Ramah i podria ser un lloc a l'oest de la moderna Jeba identificat com Tell al-Full. L'antiga Geba (avui Jeba) i Guibà es confonen sovint al textos bíblics.
Fou excavada per William F. Albright, que va descobrir cinc nivells d'habitació: el nivell de vers el 1300 aC assenyala que fou destruïda per una guerra, que se suposa fou la guerra de les tribus contra Benjamí esmentada al llibre dels jutges.
El següent nivell és del temps del rei Saül (abans del 1000 aC) del que existeix una fortalesa que fou destruïda al cap d'uns anys (després del 1000 aC) probablement pels filisteus després de la mort de Saül a Mont Gilboa, però fou reconstruïda per servir de lloc de vigilància entre Judà (d'on era rei David) i el regne d'Ishbosheth d'Israel, i posteriorment abandonat en temps del rei David, probablement quan ja David havia esdevingut també rei d'Israel i no necessitava una fortalesa entre els dos antics regnes ara unificats.
A la rodalia es troben les roques Bozez i Seneh esmentades a (Sam. 14.4), que són dues roques còniques entre la ciutat i Michmas.
El rei assiri Senaquerib va dominar la ciutat, i els habitants es van refugiar a Jerusalem.
Segons Josefus el general Tit (que va destruir el segon temple l'any 70) va acampar a Gibeah per assetjar Jerusalem.
Modernament el rei Hussein de Jordània hi va construir un palau. El palau va romandre inacabat en esclatar la guerra dels sis dies (1967) i passar el territori a ser zona d'ocupació jueva.